# Turnicidae
Turnicidae é uma família de aves com 15-16 espécies, que lembram as codornas e são divididas em dois géneros.
Originalmente, Turnicidae era classificada na ordem Gruiformes ou tinha suas espécies incluídas na família Phasianidae, porém a taxonomia de Sibley-Ahlquist elevou-a à ordem Turniciformes. Estudos recentes indicam que a família faz parte da ordem Charadriiformes, sendo aí classificado pelo Congresso Ornitológico Internacional.
Os turnicídeos são pequenas aves que preferem correr, ao invés de voar, e cujas fêmeas chamam mais atenção aos machos.

## Espécies
- Género Ortyxelos Vieillot, 1825
  - Ortyxelos meiffrenii (Vieillot, 1819)
- Género Turnix Bonnaterre, 1791
  - Toirão, Turnix sylvaticus (Desfontaines, 1789)
  - Turnix worcesteri McGregor, 1904
  - Turnix everetti Hartert, 1898
  - Turnix hottentottus Temminck, 1815
  - Turnix nanus (antes classificado junto com o T. hottentottus)[2]
  - Turnix tanki Blyth, 1843
  - Turnix suscitator (Gmelin, 1789)
  - Turnix nigricollis (Gmelin, 1789)
  - Turnix ocellatus (Scopoli, 1786)
  - Turnix melanogaster (Gould, 1837)
  - Turnix varius (Latham, 1802)
  - Turnix castanotus (Gould, 1840)
  - Turnix olivii Robinson, 1900
  - Turnix pyrrhothorax (Gould, 1841)
  - Turnix maculosus (Temminck, 1815)
  - Turnix velox (Gould, 1841)